# Lista siturilor arheologice din județul Bistrița-Năsăud - N
Lista siturilor arheologice din județul Bistrița-Năsăud - N conține toate siturile arheologice din județul Bistrița-Năsăud înscrise în Repertoriul Arheologic Național (RAN) și aflate în localități al căror nume începe cu litera N. RAN este administrat de Ministerul Culturii și Patrimoniului Național și cuprinde date științifice, cartografice, topografice, imagini și planuri, precum și orice alte informații privitoare la zonele cu potențial arheologic, studiate sau nu, încă existente sau dispărute.
Puteți căuta un sit din localitățile care încep cu litera N folosind formularul de mai jos sau puteți naviga prin toate siturile din județ la Lista siturilor arheologice din județul Bistrița-Năsăud.
| Cod RAN                               | Denumire | Localitate                         | Adresă                  | Datare                       | Descoperit | Coordonate | Imagine           | Erori            |
| ------------------------------------- | --- | ---------------------------------- | ----------------------- | ---------------------------- | ---------- | ---------- | ----------------- | ---------------- |
| 32991.01.01 (Cod LMI: BN-I-s-B-01371) | Burgus roman de la Negrilești - "Cetatea lui Negru Vodă" / ansamblu anonim (Categorie: fortificație) (Tip: Burgus)                                        | sat Negrilești, comuna Negrilești  | Cetatea lui Negru Vodă  | sec. II - III p. Chr.        |            |            | Încărcați imagine | Raportați eroare |
| 32991.02.01 (Cod LMI: BN-I-s-B-01372) | Turnul roman de la Negrilești - "Cetatea lui Motogna" / ansamblu turn roman (Categorie: fortificație) (Tip: Turn)                                         | sat Negrilești, comuna Negrilești  | Cetatea lui Motogna     | romană sec. II - III p. Chr. |            |            | Încărcați imagine | Raportați eroare |
| 33998.01.01 (Cod LMI: BN-I-s-B-01373) | Așezarea romană de la Nimigea de Jos / ansamblu anonim (Categorie: locuire civilă) (Tip: Așezare)                                                         | sat Nimigea de Jos, comuna Nimigea |                         | sec. II - III p. Chr.        |            |            | Încărcați imagine | Raportați eroare |
| 33998.02.01 (Cod LMI: BN-I-s-B-01374) | Așezarea fortificată din epoca bronzului de la Nimigea de Jos - "Dealul Cetății" / ansamblu anonim (Categorie: locuire civilă) (Tip: Așezare fortificată) | sat Nimigea de Jos, comuna Nimigea | Dealul Cetății          |                              |            |            | Încărcați imagine | Raportați eroare |
| 32553.01.01 (Cod LMI: BN-I-s-B-01370) | Turnul roman de la Năsăud - "Dumbrava" / ansamblu Turn roman (Categorie: fortificație) (Tip: Turn)                                                        | oraș Năsăud                        | Dumbrava                | romană sec. II - III p. Chr. |            |            | Încărcați imagine | Raportați eroare |
| 34084.01.01                           | Așezarea eneolitică de la Nușeni- Pădurea de Aramă / ansamblu anonim (Categorie: locuire civilă) (Tip: Așezare)                                           | sat Nușeni, comuna Nușeni          | Pădurea de Aramă        |                              |            |            | Încărcați imagine | Raportați eroare |
| 32553.02                              | Unelte neo-eneolitice de la Năsăud (Categorie: descoperire izolată) (Tip: obiect izolat)                                                                  | oraș Năsăud                        |                         |                              |            |            | Încărcați imagine | Raportați eroare |
| 33266.01                              | Descoperiri neolitice la Nepos - "La cotețe" (Categorie: descoperire izolată) (Tip: obiect izolat)                                                        | sat Nepos, comuna Feldru           | La Cotețe               |                              |            |            | Încărcați imagine | Raportați eroare |
| 33266.02                              | Obiecte neolitice la Nepos - "Vechiul Cimitir Ortodox" (Categorie: descoperire izolată) (Tip: obiect izolat)                                              | sat Nepos, comuna Feldru           | Vechiul Cimitir Ortodox |                              |            |            | Încărcați imagine | Raportați eroare |
| 34057.01.01                           | Așezarea neolitică de la Nimigea de Sus- Cetate / ansamblu anonim (Categorie: locuire civilă) (Tip: Așezare)                                              | sat Nimigea de Sus, comuna Nimigea | Cetate                  |                              |            |            | Încărcați imagine | Raportați eroare |
| 34057.02.01                           | Așezarea eneolitică de la Nimigea de Sus- Cetățuie / ansamblu anonim (Categorie: locuire civilă) (Tip: Așezare)                                           | sat Nimigea de Sus, comuna Nimigea | Cetățuie                |                              |            |            | Încărcați imagine | Raportați eroare |